# Zweihänder

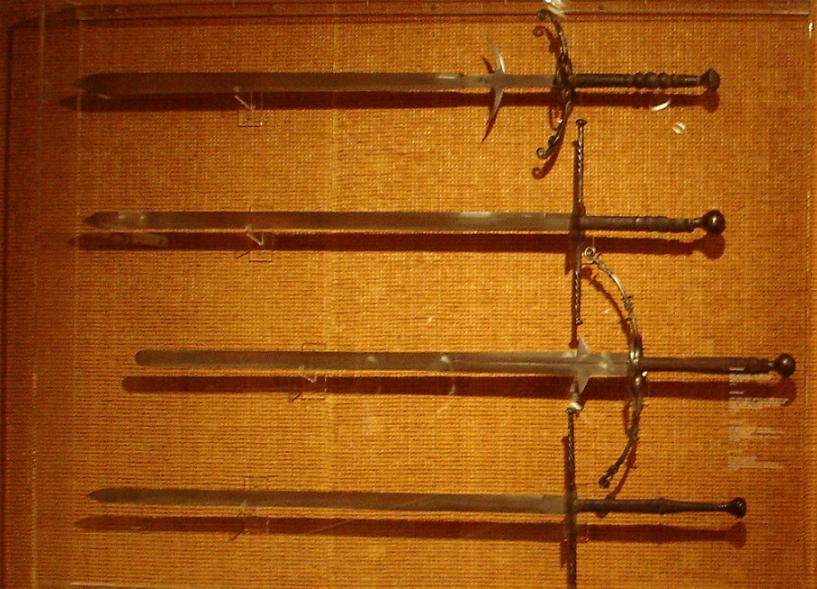
Varias Zweihänder, algunas sin doble guarda.

La Zweihänder, también llamada bidenhänder o bihänder, conocida en español como montante o mandoble, es una gran espada usada principalmente en la época renacentista.
Aunque ya se utilizaba en el Sacro Imperio Romano (Hoy en día Alemania y países vecinos) en el siglo XV, ganó notoriedad durante el siglo XVI al ser el arma empleada por los lansquenetes alemanes del Emperador Maximiliano I. Presumiblemente se usaban en la primera línea de formación de los lansquenetes para conseguir abrir brechas entre las lanzas de los piqueros, cuyas picas eran unas temibles armas tanto para la infantería normal como para la caballería.
Quizás el más conocido de los usuarios de la Zweihänder sea Pier Gerlofs Donia, cuya habilidad, fuerza y eficacia con esta espada eran famosas. Según la leyenda era capaz de decapitar a varias personas con un solo golpe [cita requerida]. Su Zweihänder se exhibe en el Museo Frisón desde 2008. Tiene una longitud de 213 cm y un peso aproximado de 6,6 kg [cita requerida].

## Características técnicas
Podía tener una longitud de hasta 2.1 m desde la base del pomo hasta la punta de la hoja, con unos 120 a 160 cm de hoja y de 30 a 50 cm de empuñadura. El peso podía oscilar entre 2 a 4 kg. Sin embargo, una Zweihänder ceremonial, que no era apropiada para el combate, podía llegar a pesar hasta 7 kg.
También se fabricaron algunas más cortas, sobre todo en versiones más recientes, llegando a los 150 cm de longitud y 1,5 kg de peso.

## Características
La guarda podía ser lisa o estar ornamentada, mientras que la empuñadura, por lo general, acababa con pomos bastante pesados en forma de corazón o pera. A veces en la parte de la hoja cercana a la guarda se colocaba una doble guarda que facilitaba el agarre equilibrado de la espada. Esto permitía usarla a modo de pica ante una carga de la caballería. Las empuñaduras de las espadas, de hasta 35 cm de largo, se montaban en forma anillada. En la hoja, justo en la parte superior de la guarda, los ganchos que hacían de segunda guarda estaban entre 10 y 20 cm de distancia de la empuñadura. Esta defensa, al igual que la guarda, impedía que la hoja del enemigo pudiera deslizarse hacia abajo, dañando la mano del usuario.

## Uso

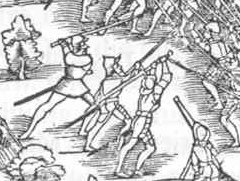
Grabado de 1548 donde se observa el empleo de la Zweihänder contra picas en las Guerras de Kappel.

El principal propósito de la Zweihänder era manipular, romper y bloquear picas enemigas; Golpear, aturdir, herir gravemente e inclusive desmontar con facilidad a soldados o caballeros que usaban varias capas de armadura (tales como un gambesón, seguido de malla y placas) sin necesidad de penetrarla, en virtud de sus grandes dimensiones y considerable peso; Evidentemente, su rol en combate era más similar a un arma de asta que a una espada común; Tampoco se cargaba envainada como las otras espadas, sino que se llevaba al hombro, y descubierta, tal como una pica o una alabarda.
Algunos estudiosos sugieren que este uso no es más que una leyenda, y que se empleaba más para intimidar al enemigo que para atacarle. En su contra están diversas representaciones en las que se ve claramente su uso, por ejemplo, en una representación de una crónica polaca del siglo XVI (datada en 1597) en la que se la ve sirviendo para atacar a enemigos con alabardas.
Los soldados que eran entrenados en el uso de esta espada eran denominados Doppelsöldner y recibían el doble de paga que los demás. A menudo los Doppelsöldner servían como escoltas para las baterías de artillería. El denominado Meister des langen Schwertes (Maestro de la larga espada) fue un título que creó la Hermandad de San Marcos en el siglo XVI.
El "Goliath Fechtbuch" de 1510 ("Libro de esgrima de Goliat") enseña cómo manejar espadas del tamaño de la Zweihänder, aunque sin la doble guarda en forma de ganchos. Esta ausencia origina el debate de que la espada representada en el libro no es en realidad la Zweihänder. Además el uso que se enseña parece ser más parecido a la de una espada bastarda, pues el peso y tamaño más reducidos de la misma resultan en una técnica distinta, la cual se enfoca en uso defensivo y duelos. 